# 瓶割刀
瓶割刀（かめわりとう）は、戦国時代初期の一刀流剣術の始祖・伊東一刀斎の愛刀であったと伝わる「瓶割」という名の日本刀の通称。
一刀斎が鬼夜叉といわれていた頃、三島神社より与えられた刀で、その神社に賊が押し入った際、瓶に潜んだ賊を瓶ごと切り伏せたことから「瓶割」との異名が付いたといわれている。
『一刀流口伝書』『撃剣叢談』によれば、一刀斎の直弟子である神子上典膳（後の小野忠明）を筆頭に、代々一刀流の宗家に受け継がれたとされる。また、小野忠明から伊藤忠也（伊藤派一刀流）に授けられたと伝えられるが、その後の継承者については諸説あり、伊藤忠也より流儀を継承した井藤忠雄に授けられた後に紀州徳川家に献上されたとも、小野家に戻ったとも伝えられる。
後に一刀正伝無刀流を開く山岡鉄舟が明治18年（1885年）3月、小野家9世の小野業雄（小野忠政）から正伝を免許皆伝された際 「瓶割の太刀」と伝えられる刀と朱引太刀、卍の印（小野派一刀流宗家に代々受け継がれた印章）を授与された。ただし、小野忠明が授かった瓶割刀と鉄舟が授かった瓶割刀が同一の物であるかどうかは不明である。鉄舟が授かった瓶割刀は、高橋泥舟の『瓶割刀由来』に、山岡の死後に娘が日光山輪王寺の神庫に奉納したと記述されているが、その所在は行方不明となっている。また、鉄舟の息子の山岡直紀は、鉄舟が建立した全生庵に所蔵されていたが全生庵の火災の際に焼失した、と証言している。
一刀正伝無刀流の宗家に代々、朱引太刀とともに受け継がれた鉄舟の愛刀が瓶割刀と誤認されることがあるが、瓶割刀は一文字派の作とされているのに対し、鉄舟の愛刀は一文字派ではなく家吉の作であり、飛騨郡代であった実父の小野高福が鉄舟元服の折に贈った伝来もあきらかであるため、瓶割刀ではない。